# Župeča vas
Župeča vas je naselje u Općini Brežice u istočnoj Sloveniji. Župeča vas se nalazi u pokrajini Dolenjskoj i statističkoj regiji Donjoposavskoj. 

## Stanovništvo
Prema popisu stanovništva iz 2002. godine Župeča vas je imala 215 stanovnika.

## Etnički sastav
1991. godina
- Slovenci: 208 (94,1%)
- Jugoslaveni: 6 (2,7%)
- Hrvati: 2
- Srbi: 2
- Muslimani: 2
- Crnogorci: 1